# Manifestations du Tehreek-e-Labbaik Pakistan
Les manifestations du Tehreek-e-Labbaik Pakistan sont des manifestations qui ont commencé en octobre 2021 après l'échec des négociations avec le gouvernement, visant à libérer l'émir du TLP Saad Hussain Rizvi. Le TLP a organisé un sit-in sur Multan Road (en) à Lahore, au Pakistan. Après l'expiration du délai pour la libération de son leader Saad Hussain Rizvi, ils ont annoncé une marche vers Islamabad.

## Contexte
Le chef des travailleurs du Tehreek-e-Labbaik, Saad Hussain Rizvi, a été arrêté en vertu de la loi sur le terrorisme de 1997 le 12 avril 2021 après que son parti a organisé une manifestation contre l'honneur du Prophète, au cours de laquelle, en plus du vandalisme, des policiers ont également été tués, pour lesquels ils ont été nommés dans 13 cas différents. Saad Rizvi est incarcéré à la prison de Kot Lakhpat (en) depuis six mois. Son oncle Amir Hussain Rizvi avait déposé une requête auprès de la Haute Cour de Lahore (en) contre sa détention.
À l'issue de l'audience sur l'affaire, la Cour suprême a ordonné le 1er octobre 2021 la libération de Saad Hussain Rizvi. Mais le 26 septembre, une lettre du sous-commissaire de Lahore, le Federal Review Board avait prolongé d'un mois la détention de Saad Hussain Rizvi le 2 octobre.
Cette notification a été contestée par le TLP devant le Federal Review Board, qui a pris position sur la manière de prolonger l'ordonnance que le tribunal a constitutionnellement annulée. Alors que DC Lahore n'a pas informé le Federal Review Board après avoir écrit la lettre qu'après la lettre de prolongation de sa détention, le tribunal a déclaré la détention nulle et non avenue.
Le 9 octobre, le Federal Review Board a examiné la demande lors d'une réunion par liaison vidéo et a ordonné la libération de Saad Rizvi, après quoi DC Lahore a également publié une notification pour la libération de Saad Hussain Rizvi.
La notification disait : « La détention de Saad Rizvi a été déclarée nulle et non avenue par la Haute Cour de Lahore et sa libération immédiate est ordonnée ». Après cela, il n'y a plus d'obstacle juridique à la libération de Saad Rizvi.
Cependant, la libération de Saad Rizvi ne s'est pas concrétisée, ce qui a incité le Tehreek-e-Libek à organiser un sit-in sur Multan Road à Lahore le 20 octobre et à demander au gouvernement de fixer une date limite à 17 h 0 le 21 octobre pour la libération de son chef.

## Réactions
Le Premier ministre Imran Khan a immédiatement rappelé le ministre de l'Intérieur Cheikh Rashid Ahmad. Il était allé aux Émirats arabes unis pour regarder le match de cricket Pakistan-Inde d'où il est rentré chez lui.
Sur ordre du Premier ministre, le ministre de l'Intérieur Cheikh Rashid et le ministre des Affaires religieuses Noor-ul-Haq Qadri sont arrivés à Lahore pour résoudre les problèmes.